# Pieza
Pieza is een geslacht van vliegen uit de familie van de Mythicomyiidae. De wetenschappelijke naam van het geslacht werd voor het eerst geldig gepubliceerd door Evenhuis in 2002.

## Soorten
- Pieza agnastis (Hall, 1976)[2]
  - = Mythicomyia agnastis Hall, 1976
- Pieza angusta (Melander, 1961)[3]
  - = Mythicomyia angusta Melander, 1961
- Pieza ankh Mendes, Lamas, Evenhuis & Limeira-de-Oliveira, 2019[4]
- Pieza aurislepus Mendes, Lamas, Evenhuis & Limeira-de-Oliveira, 2019[4]
- Pieza bittencourti Mendes, Lamas, Evenhuis & Limeira-de-Oliveira, 2019[4]
- Pieza deresistans Evenhuis, 2002
- † Pieza dominicana Evenhuis, 2002
- Pieza flavitibia Evenhuis, 2002
- Pieza kake Evenhuis, 2002
- Pieza minuta (Greene, 1924)[5]
  - = Mythicomyia minuta Greene, 1924
- Pieza ostenta (Melander, 1961)[3]
  - = Mythicomyia ostenta Melander, 1961
- Pieza parakake Mendes, Lamas, Evenhuis & Limeira-de-Oliveira, 2019[4]
- Pieza parnasecon Mendes, Lamas, Evenhuis & Limeira-de-Oliveira, 2019[4]
- Pieza pi Evenhuis, 2002
- Pieza rafaeli Mendes, Lamas, Evenhuis & Limeira-de-Oliveira, 2019[4]
- Pieza rhea Evenhuis, 2002
- Pieza silvanae Mendes, Lamas, Evenhuis & Limeira-de-Oliveira, 2019[4]
- Pieza sinclairi Evenhuis, 2002
- Pieza yeatesi Mendes, Lamas, Evenhuis & Limeira-de-Oliveira, 2019[4]